# ショック集団
『ショック集団』（ショックしゅうだん、Shock Corridor）とは、1963年公開のアメリカ合衆国のドラマ映画。監督と脚本はサミュエル・フラー。精神病院内で起こった殺人事件を解決するために新聞記者がその内部に潜入する、というストーリー。元々は『Straitjacket』という題名でフリッツ・ラングのために書かれた脚本。しかし、ラングがジョーン・ベネットが演じられるよう主人公を女性に変えるよう求めたため実現しなかった。
翌年公開のフラーの『裸のキッス』は本作のヒロインのタワーズが主演。始まってすぐのシーンで、映画館に『ショック集団』の看板がかかっている。
モノクロ映画だが、回想シーンの鎌倉、富士山のシーンはカラーになる。『東京暗黒街・竹の家』のフッテージ映像が使用された。

## あらすじ
ジョニー・バレットは新聞記者。ピューリッツァー賞を獲るために、精神病院内で起きた未解決殺人事件を調べることにする。病院に入るには、狂人のふりをするしかない。恋人キャシーに妹を演じてもらい、「兄から襲われた」と警察に嘘の通報。医者は近親相姦の診断を下し、ジョニーは患者として病院に潜入する。
ジョニーは事件を目撃した3人（スチュアート、トレント、ボーデン）に接触する。
スチュアートは朝鮮戦争に参加した兵士。捕虜となり洗脳された後、捕虜交換で帰国するが、裏切り者と非難され発狂。今では南北戦争の南部連合の将軍J・E・B・スチュアートのつもりでいる。
トレントは黒人。大学で人種差別を受け、精神が崩壊。自分は白人至上主義KKKの一員だと思い込んでいる。
ボーデンは元原子物理学者。原子爆弾の開発にかかわるが、罪悪感に耐えきれず、6歳児に退行している。
調査をすすめるうちにジョニーの精神も徐々に変調をきたす。キャシーのことを本当の妹だと思いはじめる。
ジョニーは犯人を突き止め、自白させる。その記事でジョニーは念願のピューリッツァー賞を受賞したが、精神は完全に崩壊し、一生を精神病院で過ごすことになる。

## キャスト
- ジョニー・バレット：ピーター・ブレック（英語版）
- キャシー：コンスタンス・タワーズ（英語版）
- ボーデン：ジーン・エバンス（英語版）
- スチュアート：ジェームズ・ベスト（英語版）
- トレント：ハリー・ローズ
- パリアッチ：ラリー・タッカー
- メンキン医師：ポール・デュボフ
- ウィルクス：チャック・ロバートソン
- スワンソン：ビル・ザッカート
- フォン医師：フィリップ・アーン

## 評価
映画評論家レナード・マルティンは「ひりひりするエモーショナルな衝撃を持つパワフルなメロドラマ」と4つ星満点で星3つを与えた。アンドリュー・サリスは「現代アメリカのアレゴリー、歴史を幻覚的に眺めるとそれはシュール（surreal）というより亜=現実（subreal）、陰謀渦巻く表面の深層でのみ知覚できる」とし、「ハリウッドの優れた芸術形式であるバロックB映画の1本に加えるべき作品」と評価した。
1996年、アメリカ議会図書館は「文化的、歴史的、審美的に重要」なものとして『ショック集団』をアメリカ国立フィルム登録簿に保存した。

## レガシー
2003年の『ドリーマーズ』の冒頭で、主人公が見ている映画はこの映画である。
マーティン・スコセッシの2010年の映画「シャッター アイランド」はこの映画の影響を受けているといわれる。

## ノベライズ
1963年の映画の公開と同時に、ベルモント・ブックス社は当代きってのノベライズ作家マイクル・アヴァロンによるノベライズを出版した。